# Trihomonoza
Trihomonóza ali trihomoniaza je vnetje sečnice ali nožnice kot posledica okužbe z bičkarjem Trichomonas vaginalis. Bolezen se prenaša s spolnimi odnosi. Trihomonoza se pojavlja zlasti pri ženskah in neobrezanih moških (pri njih pogosteje pride do vnetja ustja sečnice kot pri obrezanih moških).

## Simptomi
Trihomonoza često poteka brez vidnih simptomov; zlasti moški zelo redko odkrijejo okužbo, pri ženskah pa je okoli 20 % okužb neopaženih.

### Ženske
Simptomi se pojavijo (če se) po 5–28 dneh po okužbi. Okužba se kaže s pojavom rumenozelenega, penastega in smrdečega izcedka iz nožnice, ki ga lahko spremljajo srbenje, pekoči občutki in/ali bolečina v področju spolovila. Lahko se pojavijo tudi bolečine ob spolnih odnosih (disparevnija) in pekoči občutki med mokrenjem. Pri nekaterih bolnicah se pojavi samo blag izcedek iz nožnice, številne pa so asimptomatske (brez simptomov) prenašalke okužbe. Pri okoli dveh tretjinah bolnic pride do nastanka edema, vnetja, celične hipertrofije in metaplazije.
Bolezen je nevarna zlasti za nosečnice, saj lahko povzroči prezgodnji porod.

### Moški
Pri moških so znaki okužbe po navadi manj izraziti. Iz sečnice se lahko pojavi prehoden penast, včasih gnojen izcedek, ob mokrenju se pojavijo pekoči občutki. Vlažnost ob vhodu sečnice in blago draženje se navadno pojavita v zgodnjih jutranjih urah. Zapleti, kot sta epididimitis ali prostatitis, so redki.

## Preprečevanje in zdravljenje
Kondomi zmanjšajo nevarnost okužbe, vendar doslednih študij o učinkovitosti uporabe kondomov pri preprečevanju okužbe s Trichomonas vaginalis še niso izvedli.
Pri zdravljenju z zdravili je učinkovit metronidazol peroralno, za ženske priporočajo hkrati tudi klotrimazol intravaginalno.